# Клименко Юхим Филимонович
Клименко Юхим Филимонович (нар. 24 грудня 1839, Аккерман — 1922, Одеса) — український хімік. Здійснив перші в Російській імперії експериментальні праці зі стереохімії, вивчав також органічні оксокислоти.

## Біографія
Виховувався у гімназії при Рішельєвському ліцеї в Одесі. 1863 року закінчив фізико-математичний факультет Московського університету. У 1864—1871 роках працював вчителем гімназії у Катеринославі та в Одесі. З 1871 року працював лаборантом хімічної лабораторії в Новоросійському університеті в Одесі. З 1872 року — магістр хімії, з 1879 року — доктор і екстраординарний професор, з 1881 року ординарний професор. 1890 року вийшов у відставку.
Наукові розвідки Клименка надруковані у спеціалізованих виданнях Німеччини й Російської імперії.